# Brachycerasphora parvicornis
Brachycerasphora parvicornis là một loài nhện trong họ Linyphiidae.
Loài này thuộc chi Brachycerasphora. Brachycerasphora parvicornis được Eugène Simon miêu tả năm 1884.